# Drapeau du Royaume du Bénin
Le drapeau du Royaume du Bénin est un drapeau ouest-africain non identifié introduit en Grande-Bretagne après l'expédition du Bénin de 1897 contre le Royaume du Bénin,. Un débat existe sur l'origine du drapeau, notamment sur le peuple ouest-africain qui l'a effectivement créé.

## Histoire

Le drapeau original au Musée maritime national

Le doyen Nicholas de History Today écrit que « on sait peu de choses sur les origines ou la signification du drapeau, ni même s'il appartenait ou a été utilisé par le Royaume du Bénin, bien qu'on pense qu'il soit d'origine Itsekiris » . Selon le Royal Museums Greenwich, qui possède le drapeau dans la collection du National Maritime Museum, il est amené en Grande-Bretagne par l'officier de la Royal Navy Francis William Kennedy qui fait partie de l'expédition punitive contre le Royaume du Bénin en 1897. Il n'est actuellement pas exposé au public, mais le musée suggère que le peuple Itsekiri agit comme intermédiaire entre les Edos de l'intérieur et les Européens sur la côte.
L'expédition du Bénin a été lancée en représailles à une attaque contre une mission britannique au service du protectorat côtier du Niger par les forces de l'Oba du Bénin. Il s'agissait d'une opération navale et militaire combinée sous le commandement du contre-amiral Harry Holdsworth Rawson CB avec des troupes et des porte-avions locaux. Les villes de Guato et Sapobar furent attaquées par des forces détachées tandis que la majeure partie de l'expédition marchait sur le Bénin. La ville fut prise et incendiée accidentellement. Oba Overami, fut exilé à Calabar où il mourut en 1914. Les célèbres bronzes du Bénin ont été retirés en réparation par les Britanniques.
Depuis au moins 2009, le drapeau attire l’attention pour son graphisme inhabituel et très distinctif,.